# Camera (film)
Camera è un cortometraggio del 2000 scritto e diretto da David Cronenberg.
Questo cortometraggio è solo uno dei molteplici che sono stati presentati in occasione del 25º festival del cinema di Toronto. Questi cortometraggi, girati tutti da registi Canadesi, sono stati presentati prima dell'apertura del festival.

## Trama
Un attore esperto (interpretato da Leslie Carlson) discute del film rivolgendosi direttamente alla videocamera che lo sta riprendendo, quando in scena entrano di nascosto dei bambini che cominciano a giocare con gli strumenti che trovano e con la cinepresa stessa. I bambini si innamorano della videocamera tanto che l'attore diventa marginale, quasi una presenza malevola e infetta.